# روكيز (مانغا)
روكيز (باليابانية: ルーキーズ، بالروماجي: Rūkīzu) (بالإنجليزية: Rookies)‏ وتعني مبتدئون هي سلسلة مانغا يابانية من تأليف ماسانوري موريتا، نشرت في 4 يونيو عام 1998 حتى 4 نوفمبر 2003، من قبل شوئيشا في مجلة شونن جمب الأسبوعية، وتكونت المانغا من 24 مجلدًا. أقتبست المانغا إلى مسلسل دارمي ثم إلى فيلم حي، عرض في 31 مارس عام 2009.

## القصة
تدور أحداث القصة عن المعلم كاواتو، الذي أصبح معلم اللغة اليابانية الجديد في ثانوية فوتاقوتاماقا، نادي كرة البيسبول لهذه المدرسة يضم عديدًا من الجانحين والمتنمرين والذين تم إيقافهم لمدة عام من ممارسة النشاطات الرياضية التي تقام بالمدرسة بسبب افتعالهم للشجار في إحدى المباريات
والآن بما أن إيقافهم قد انتهى، الأعضاء المتبقون لهذا النادي جل اهتمامهم في النساء والتدخين وفعل الأمور البغيضة حتى أتى المعلم كاواتو وأصبح المسؤول عنهم.

## وصلات خارجية
- Official TBS Rookies TV drama website (باليابانية)
- روكيز (مانغا) على موقع ANN manga (الإنجليزية)